# Organo della chiesa di San Giacomo ad Amburgo

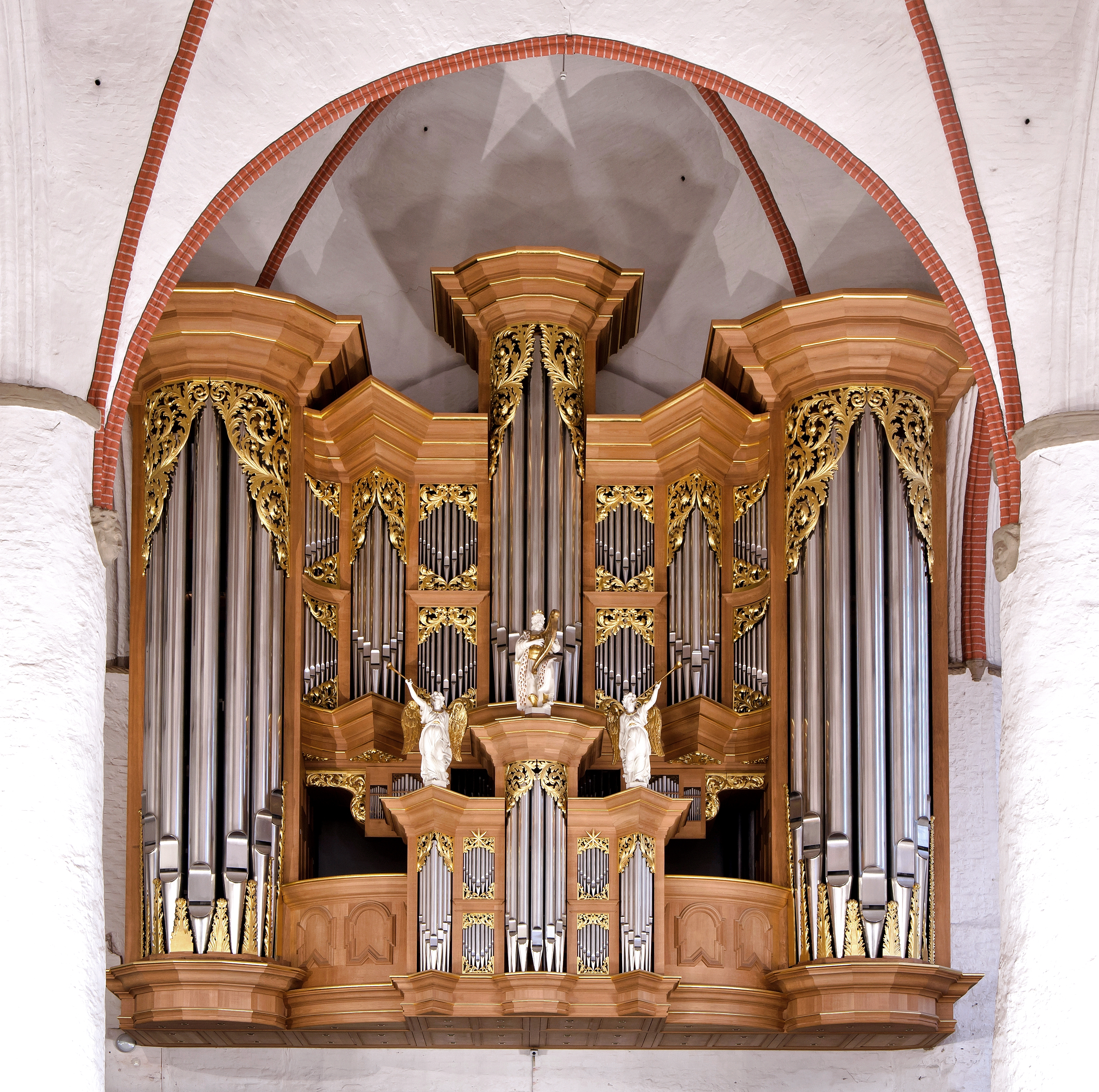
L'organo della chiesa di San Giacomo ad Amburgo.

Con organo della chiesa di San Giacomo ci si riferisce a un organo monumentale costruito da Arp Schnitger ad Amburgo, in Germania. Si tratta di uno dei più significativi organi barocchi ancora esistenti, nonché di uno dei migliori strumenti realizzati da Arp Schnitger.

## Storia

### Lo strumento medioevale
La data di costruzione del primo organo della chiesa di San Giacomo è sconosciuta. Tuttavia, intorno al 1300, un non meglio identificato Meister Rudolf svolgeva il ruolo di organista. Nel 1512-1516 Jacob Iversand e Harmen Stüven realizzarono uno strumento a due manuali, al quale, nel 1543, venne aggiunto un rückpositiv. Ulteriori modifiche e ampliamenti vennero effettuati nel 1551 da Jacob Scherer, e, nel 1577-1578, da Dirk Hoyer, il quale realizzò un nuovo rückpositiv e le due torri di basseria. Hans Bockelmann intervenne sullo strumento nel 1588-1589, mentre, nel 1588-1592, Hans Scherer aggiunse l'oberwerk.
Alla fine del XVI secolo Hieronymus Praetorius descriveva questo strumento come uno dei più grandi fino ad allora mai realizzati. La primissima disposizione fonica di questo strumento è riportata nel trattato Syntagma musicum del 1619 di Michael Praetorius, il quale parla di un organo da tre manuali, pedaliera e 53 registri:
| Primo manuale - Rückpositiv |    |
| Principal                   | 8′ |
| Octava                      | 4′ |
| Scharp                      |    |
| Mixtur                      |    |
| Gedact                      | 8′ |
| Quintadeen                  | 8′ |
| Holflœit                    | 4′ |
| Blockflœit                  | 4′ |
| Gemßhorn                    | 2′ |
| Ziflœit                     |    |
| Klingende Zimbel            |    |
| Schalmeyen                  | 4′ |
| Baarpfeiffe                 | 8′ |
| Regal                       | 8′ |
| Krumbhorn                   | 8′ |

| Secondo manuale - Im OberWerck |     |
| Principal                      | 12′ |
| Octava                         | 6′  |
| Quintadeen                     | 12′ |
| Holpipe                        | 6′  |
| Holflœit                       | 3′  |
| Querpipe                       | 6′  |
| Rußpipe                        |     |
| Scharp                         |     |
| Mixtur                         |     |

| Terzo manuale - Oben in der Brust |     |
| Principal                         | 8′  |
| Holpipe                           | 8′  |
| Flœite                            | 4′  |
| Offen Querflœite                  | 4′  |
| Nasatt uff die Quint              | 3′  |
| Gemßhorn                          | 2′  |
| Kleinflœit                        | 2′  |
| Klingende Zimbel                  | III |
| Trompette                         | 8′  |
| Regal                             | 8′  |
| Zincke                            | 8′  |

| Terzo manuale - Unten in der Brust |    |
| Krumbhorn                          | 8′ |
| Quintflœit                         | 3′ |
| Waltflœit                          | 2′ |
| Spitzflœit                         | 4′ |

| Pedal        |     |
| Principal    | 24′ |
| Mixtur       | 12′ |
| Principal C  | 16′ |
| Groß Baß     | 16′ |
| Octava       | 4′  |
| Gemßhorn Baß |     |
| Spitzquinte  |     |
| Zimbel       |     |
| Mixtur       |     |
| Spillpipe    | 4′  |
| Krumbhorn    | 16′ |
| Posaune      | 16′ |
| Trommete     | 8′  |
| Cornett      | 2′  |

### Il nuovo organo

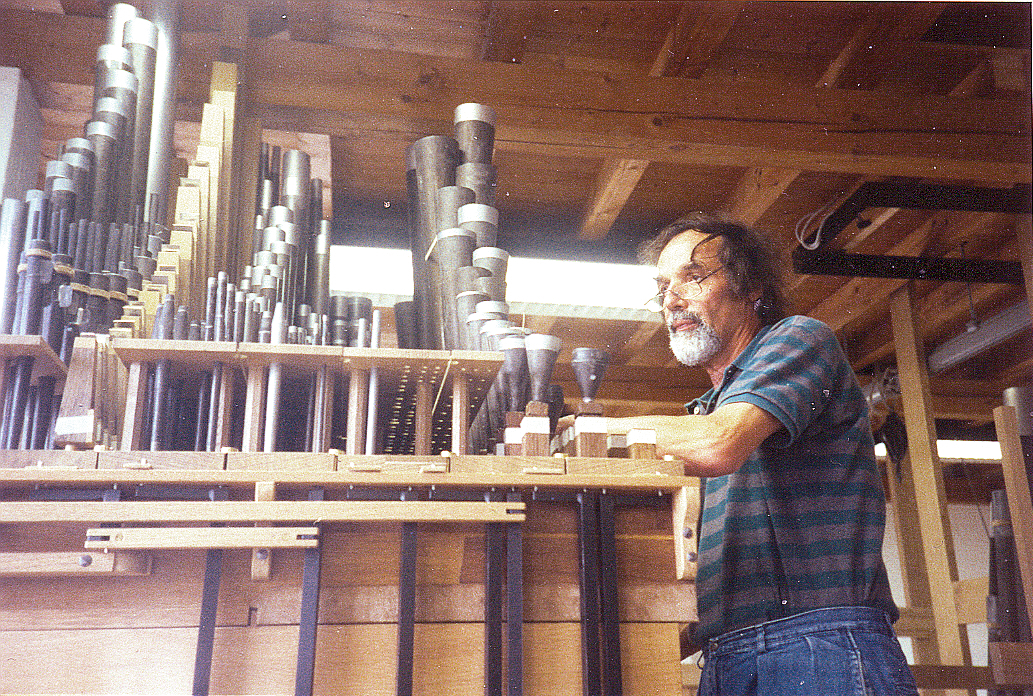
Jürgen Ahrend durante il restauro del 1989-1993.

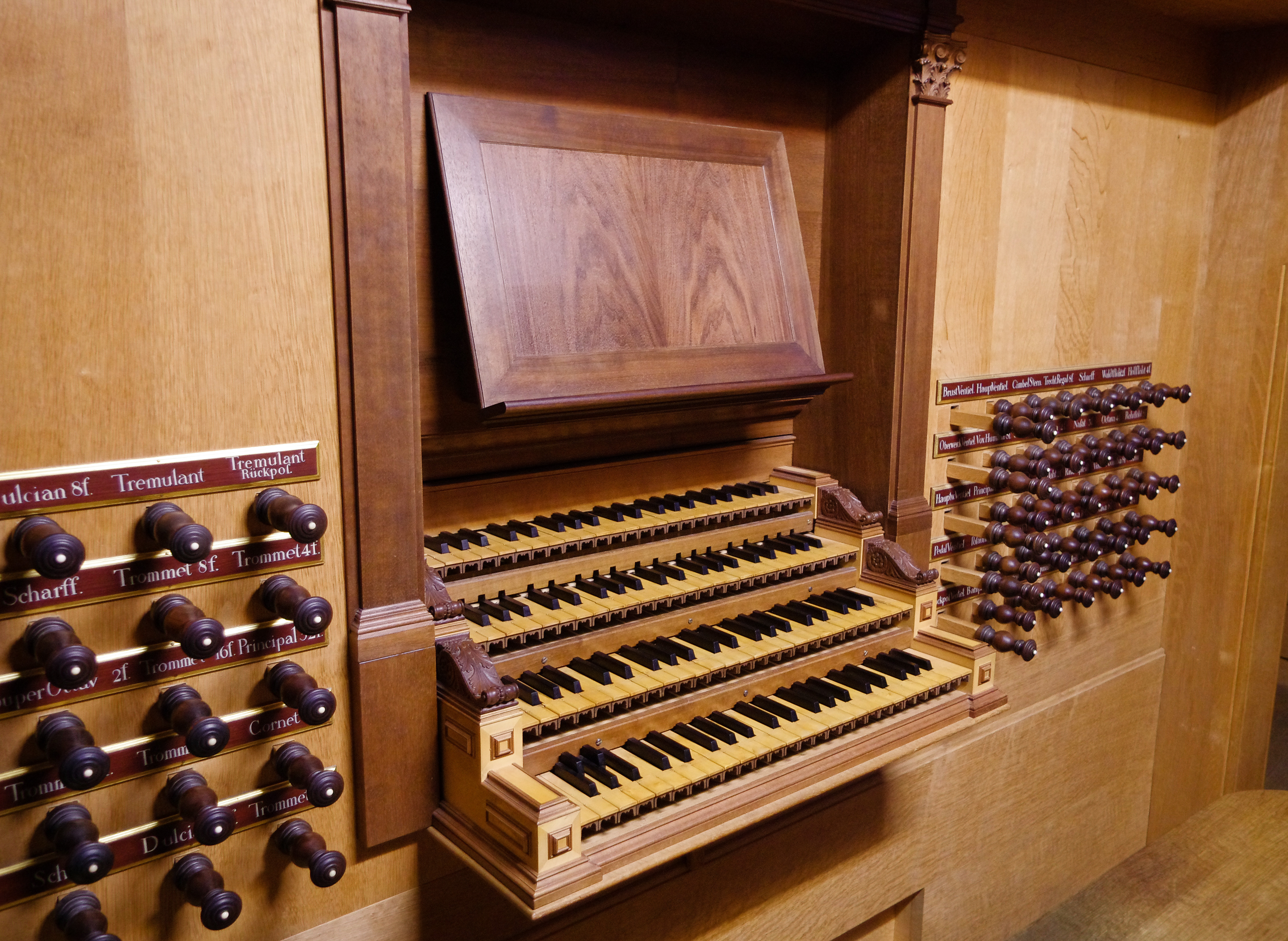
I manuali ricostruiti da Jürgen Ahrend.

Nel 1635-36 l'organo venne rinnovato da Gottfried Fritzsche, e, nel 1655, fu restaurato da suo figlio, Hans Christoph Fritzsche. Nonostante ciò, lo strumento versava in cattive condizioni, tanto che, intorno al 1680, i superiori della chiesa si domandarono se fosse più conveniente un nuovo restauro o se fosse meglio farne costruire uno nuovo. Si scelse di realizzare un nuovo strumento, chiedendo un progetto e un preventivo al celebre organaro Arp Schnitger.
All'epoca, nella vicina chiesa di Santa Caterina, Johann Adam Reincken disponeva di uno strumento con due registri da 32' nella pedaliera, unico in città. Quando Arp Schnitger presentò il progetto per il nuovo organo della chiesa di San Giacomo, Reincken, sfociando in scene di aperta gelosia, pose il proprio veto contro l'approvazione, in quanto il nuovo strumento avrebbe avuto anch'esso due registri da 32' nella pedaliera, eguagliando quindi il suo.
Il progetto, nonostante le rimostranze di Reincken, venne approvato, e Arp Schnitger, fra il 1689 e il 1693, realizzò un organo da quattro manuali, pedaliera e sessanta registri, riutilizzando anche parte del vecchio materiale fonico di Gottfried Fritsche. Ben presto lo strumento, grazie alle sue caratteristiche tecniche e alla bellezza del suo suono, venne annoverato fra i più importanti della Germania settentrionale.
Il 12 settembre 1720 morì l'organista Heinrich Friese, lasciando vacante il posto. Il 21 novembre, per la sua successione, i superiori della chiesa invitarono otto organisti, fra i quali anche Johann Sebastian Bach. L'audizione generale dei candidati venne fissata per il successivo 28 novembre, ma Bach non poté essere ascoltato in quanto, il giorno 23, dovette ritornare a Cöthen per i preparativi del compleanno del principe Leopoldo, presso il quale si trovava a servizio.
Prima di partire, tuttavia, Bach tenne un concerto all'organo della vicina chiesa di Santa Caterina. A questa esibizione, che fu molto applaudita, assistettero anche, in forma non ufficiale, Johann Adam Reincken e molte autorità cittadine. I restanti candidati sostennero l'audizione il giorno 28 nella chiesa di San Giacomo, come previsto, ma ogni decisione fu rinviata prima al 12 dicembre, e poi al successivo 19.
Il rinvio fu dovuto al fatto che i superiori della chiesa, a conoscenza dell'eccelsa bravura di Bach come organista, tale da escludere qualsiasi altro candidato, speravano che Johann Sebastian, nonostante non avesse sostenuto l'audizione ufficiale del 28 novembre, inviasse una lettera reclamando ugualmente il posto. Una lettera arrivò, ma solo per criticare il sistema di selezione: nella chiesa di San Giacomo ad Amburgo, infatti, era tradizione che l'eletto dovesse effettuare, a titolo di ringraziamento, una donazione in denaro alle autorità ecclesiastiche. In pratica, la carica veniva usualmente assegnata al miglior offerente.
Dopo il rifiuto di Bach la scelta cadde, il 22 dicembre, su Joachim Heitmann, il quale, il successivo 6 gennaio, versò nelle casse della chiesa la considerevole somma di 4.000 marchi. Nel 1760-1761 Johann Jacob Lehnert eseguì alcune riparazioni all'organo, aggiungendo una viola da gamba da 8' all'hauptwerk e una tromba da 8' al rückpositiv. Altre riparazioni vennero effettuate nel 1774-1775 a opera di Johann Paul Geycke. Nel 1890 Marcussen sostituì i somieri.

### Il XX secolo
Nel 1917, durante la prima guerra mondiale, le canne della facciata furono confiscate per essere fuse a scopi bellici, venendo rimpiazzate da Karl Kemper nel 1928-1930.
Nel 1942, per timore dei bombardamenti, i somieri, le canne e le decorazioni furono smontate e portate in una camera sotterranea situata sotto la chiesa. Il 18 giugno 1944, infatti, l'edificio venne colpito dalle bombe: le catenacciature, i manuali, i mantici e la cassa andarono completamente distrutti. Al termine della seconda guerra mondiale le parti che erano state messe in salvo vennero rimontate nella navata sud della chiesa, l'unica non danneggiata.
Negli anni 1959-1961 l'organo fu ricollocato nella sua posizione originaria, la cantoria sopra l'ingresso principale. Nel rimontare lo strumento e nel ricostruire le parti distrutte, tuttavia, vennero usati alcuni materiali sbagliati e furono commessi diversi errori. La nuova consolle, costruita da Karl Kemper, era ornata da piccole teste scolpite ed era completamente diversa rispetto alla consolle antica.
Benché numerosi esperti avessero espresso critiche sulla sua arbitraria ricostruzione, il prestigio dello strumento non venne compromesso. Tuttavia, il contrasto fra l'altissimo valore storico dell'organo e la sua inadeguata ricostruzione richiedeva un intervento.
Dopo diversi studi, i superiori della chiesa commissionarono un restauro a Jürgen Ahrend, il quale, fra il 1989 e il 1993, riportò lo strumento alle sue condizioni originali del 1693. Si tratta, in assoluto, dell'organo contenente il maggior numero di canne originali dei secoli XVI e XVII.

## Caratteristiche tecniche
Attualmente l'organo è a trasmissione interamente meccanica, l'aria è prodotta da sei mantici a cuneo, la pressione del vento è di 80 mm in colonna d'acqua, il corista del La corrisponde a 495,45 Hz a 18º centigradi e il temperamento è il mesotonico a un quinto di comma. La disposizione fonica è la seguente:
| Primo manuale - Rückpositiv CDE-c3 |         |         |
| Principal                          | 8'      | JA      |
| Gedackt                            | 8'      | Sch/Fri |
| Quintadena                         | 8'      | Sch/Fri |
| Octava                             | 4'      | Fri/AS  |
| Blockflöht                         | 4'      | Sch/Fri |
| Querpfeiff                         | 2'      | Fri/JA  |
| Octava                             | 2'      | Fri/AS  |
| Sexquialtera                       | II      | Fri/AS  |
| Scharff                            | VI-VIII | Fri/JA  |
| Siffloit                           | 2'      | Fri     |
| Dulcian                            | 16'     | AS      |
| Bahrpfeiffe                        | 8'      | AS/JA   |
| Trommet                            | 8'      | Leh     |

| Secondo manuale - Hauptwerk CDEFGA-c3 |         |        |
| Principal                             | 16'     | JA     |
| Quintadehn                            | 16'     | Fri/AS |
| Octava                                | 8'      | Sch/AS |
| Spitzflöht                            | 8'      | AS     |
| Viola da Gamba                        | 8'      | Leh    |
| Octava                                | 4'      | Sch/AS |
| Rohrflöht                             | 4'      | Sch/AS |
| Flachflöht                            | 2'      | JA     |
| Rauschpfeiff                          | II      | Sch/AS |
| SuperOctav                            | 2'      | AS     |
| Mixtur                                | VI-VIII | Fri/AS |
| Trommet                               | 16'     | Fri/AS |

| Terzo manuale - Oberpositiv CDEFGA-c3 |       |         |
| Principal                             | 8'    | AS/JA   |
| Rohrflöht                             | 8'    | AS      |
| Holtzflöht                            | 8'    | AS      |
| Spitzflöht                            | 4'    | AS      |
| Octava                                | 4'    | Sch     |
| Nasat                                 | 3'    | AS      |
| Octava                                | 2'    | Fri     |
| Gemshorn                              | 2'    | Sch/Fri |
| Scharff                               | IV-VI | Fri/JA  |
| Cimbel                                | 3'    | AS/JA   |
| Trommet                               | 8'    | AS      |
| Vox humana                            | 8'    | AS      |
| Trommet                               | 4'    | AS/JA   |

| Quarto manuale - Brustpositiv CDEFGA-c3 |       |         |
| Principal                               | 8'    | Fri?    |
| Octav                                   | 4'    | AS/JA   |
| Hollflöht                               | 4'    | AS      |
| Waldflöht                               | 2'    | AS      |
| Sexquialtera                            | II    | Sch/Fri |
| Scharff                                 | IV-VI | AS      |
| Dulcian                                 | 8'    | AS      |
| Trechter Regal                          | 8'    | AS      |

| Pedal CD-d1  |         |        |
| Principal    | 32'     | JA/ AS |
| Octava       | 16'     | AS     |
| Subbaß       | 16'     | AS     |
| Octava       | 8'      | AS     |
| Octava       | 4'      | Fri?   |
| Nachthorn    | 2'      | AS     |
| Rauschpfeiff | III     | Fri/AS |
| Mixtur       | VI-VIII | Fri/AS |
| Posaune      | 32'     | AS     |
| Posaune      | 16'     | AS     |
| Dulcian      | 16'     | AS     |
| Trommet      | 8'      | AS     |
| Trommet      | 4'      | AS     |
| Cornet       | 2'      | AS     |

| Accessori   |
| Tremulant   |
| Cymbelstern |

Sch = Hans Scherer.
Fri = Gottfried Fritzsche.
AS = Arp Schnitger.
Leh = Johann Jakob Lehnert.
JA = Jürgen Ahrend.